# Enrico Cialdini
Enrico Cialdini (ur. 10 sierpnia 1811 w Castelvetro di Modena, zm. 8 września 1892 w Livorno) – włoski generał, polityk i dyplomata. Jego rywalizacja z Alfonso Ferrero La Marmora przyczyniła się do klęski pod Custozą. W latach 1876–1882 ambasador w Paryżu.